# باربرا تران
باربرا تران (بالإنجليزية: Barbara Tran)‏ (1968)؛ كاتِبة وشاعرة أمريكية.